# 矢田部通寿
矢田部 通寿（やたべ つうじゅ、1697年（元禄10年）- 1768年7月14日（明和5年6月1日））は、江戸時代中期の装剣金工家である。幼名は道寿、後に通寿を経て胤寿と改名（別号とも）。別号に常陽水がある。

## 経歴・人物
常陸の水戸に生まれ、初め軍地江阿弥から学んで後に奈良利寿の門人となったとされている。鋭い彫技や師の利寿が得意とした「高肉彫り」を透かした技法に優れ、水戸彫の興隆に貢献した。
門下には玉川美久や海野美盛らが属した一派や玉川吉長、篠崎勝国から一柳友善までの系統といった多くの弟子がおり、通寿は水戸彫における「中興の祖」と呼ばれるようになった。

## 主な作品
- 『雲龍文透鐔』
- 『狂獅子透鐔』

※いずれも現在は東京国立博物館に所蔵されている。